# Anai Mudi
Anai Mudi är ett berg i Indien.   Det ligger i distriktet Idukki och delstaten Kerala, i den södra delen av landet, 2 100 km söder om huvudstaden New Delhi. Toppen på Anai Mudi är 2 695 meter över havet.
Terrängen runt Anai Mudi är kuperad åt sydväst, men åt nordost är den bergig. Anai Mudi är den högsta punkten i trakten. Runt Anai Mudi är det ganska tätbefolkat, med 104 invånare per kvadratkilometer. Närmaste större samhälle är Munnar, 8,9 km söder om Anai Mudi. I omgivningarna runt Anai Mudi växer i huvudsak städsegrön lövskog.